# Jelena Kastaneti
Jelena Kastaneti (Virovitica, 29. listopada 1990.) - višestruka hrvatska prvakinja u hrvanju i doprvakinja svijeta, prvakinja Hrvatske u  dizanju utega i književnica.
Jelena Kastaneti rođena je u Virovitici 29. listopada 1990. Do studija živjela je u Slatini.

Osim što od 11. godine aktivno piše, cijeli se život bavila i različitim športovima. Aktivno se bavila hrvanjem, taekwondo-om, powerliftingom, bilijarom i plesom. Postala je državna prvakinja u hrvanju u kategoriji do 59 kg 2011. te ponovno 2015. i 2016. godine. Jelena Kastaneti osvojila je mnogo turnira, ima više od 15 medalja sa službenih državnih prvenstava, nekoliko međunarodnih medalja, te srebrnu medalju na Svjetskom prvenstvu u hrvanju u pijesku u Fažani 2016. Iste godine postala je i državna prvakinja u dizanju utega u kategoriji do 57 kg.
Godine 2010. objavila je zbirku pjesama "Bez povratka" te napisala velik broj kratkih priča, a 2018. godine je objavila roman "(Moj) Dnevniče".